# Fröbel (Oberglogau)
Fröbel  (polnisch Wróblin) ist ein Ort in der Stadt- und Landgemeinde Oberglogau (Głogówek) im Powiat Prudnicki der Woiwodschaft Opole in Polen.

## Geographie

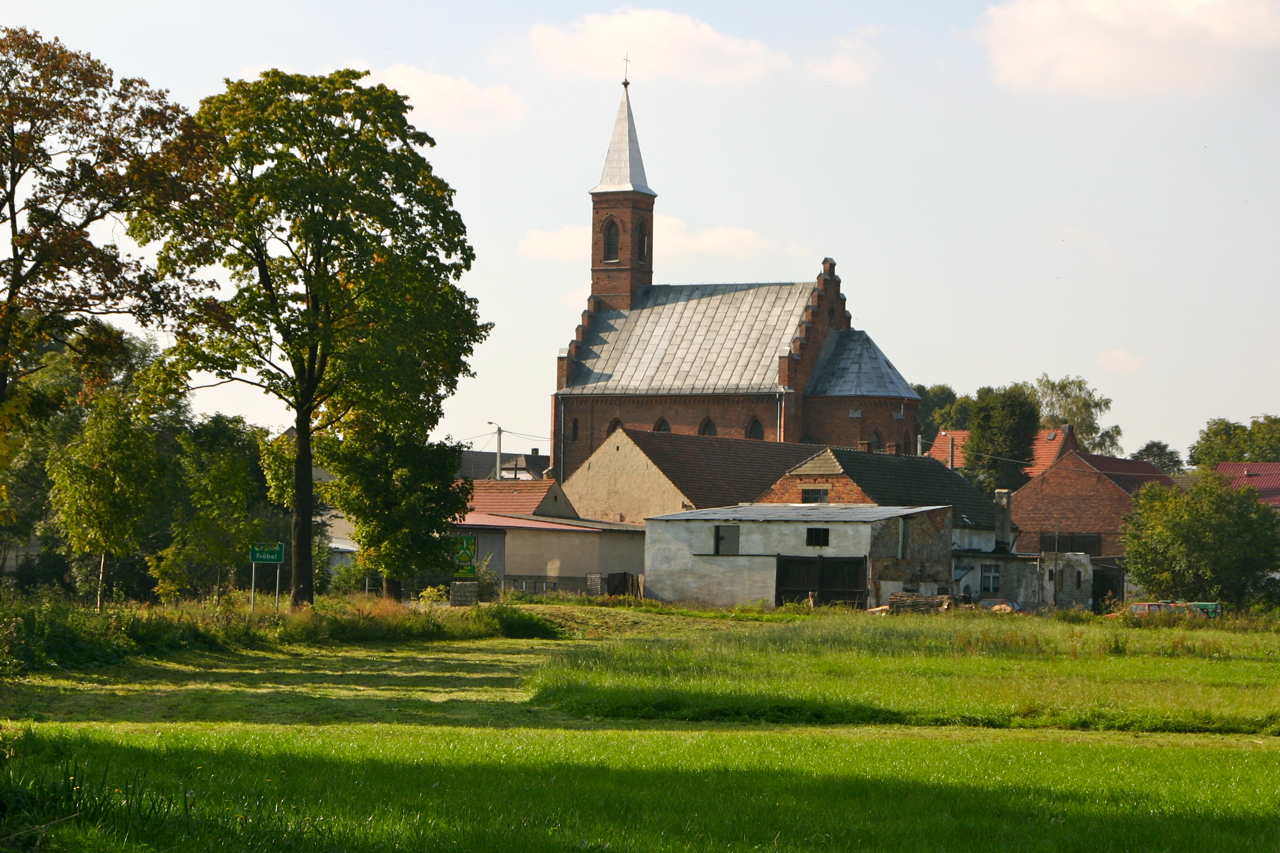
Blick auf Fröbel

Das Angerdorf Fröbel liegt sechs Kilometer südöstlich von Oberglogau, 26 Kilometer östlich von Prudnik (Neustadt O.S.) und 40 Kilometer südlich von Opole (Oppeln) in der Nizina Śląska (Schlesische Tiefebene) innerhalb der (Ratiborer Becken). Östlich von Fröbel fließt die Straduna, ein linker Zufluss der Oder.
Ortsteil von Fröbel ist im Norden Probstberg (Wyszków), nordwestlich liegt der Weiler Karolinenhof (Młodziejowice). Das Vorwerk Karolinenhof weist einen seltenen runden bzw. achteckigen Aufbau auf. Nordöstlich vom Ort befand sich die Fröbelmühle an der Straduna.
Nachbarorte von Fröbel sind im Nordwesten Karolinenhof (Młodziejowice) und Alt Kuttendorf (Stare Kotkowice), im Norden Friedersdorf (Biedrzychowice), im Nordosten Schwesterwitz (Zwiastowice), im Osten Naczęsławice (Groß Nimsdorf), im Süden Grodzisko (Grötsch) und im Südwesten Kazimierz (Kasimir).

## Geschichte

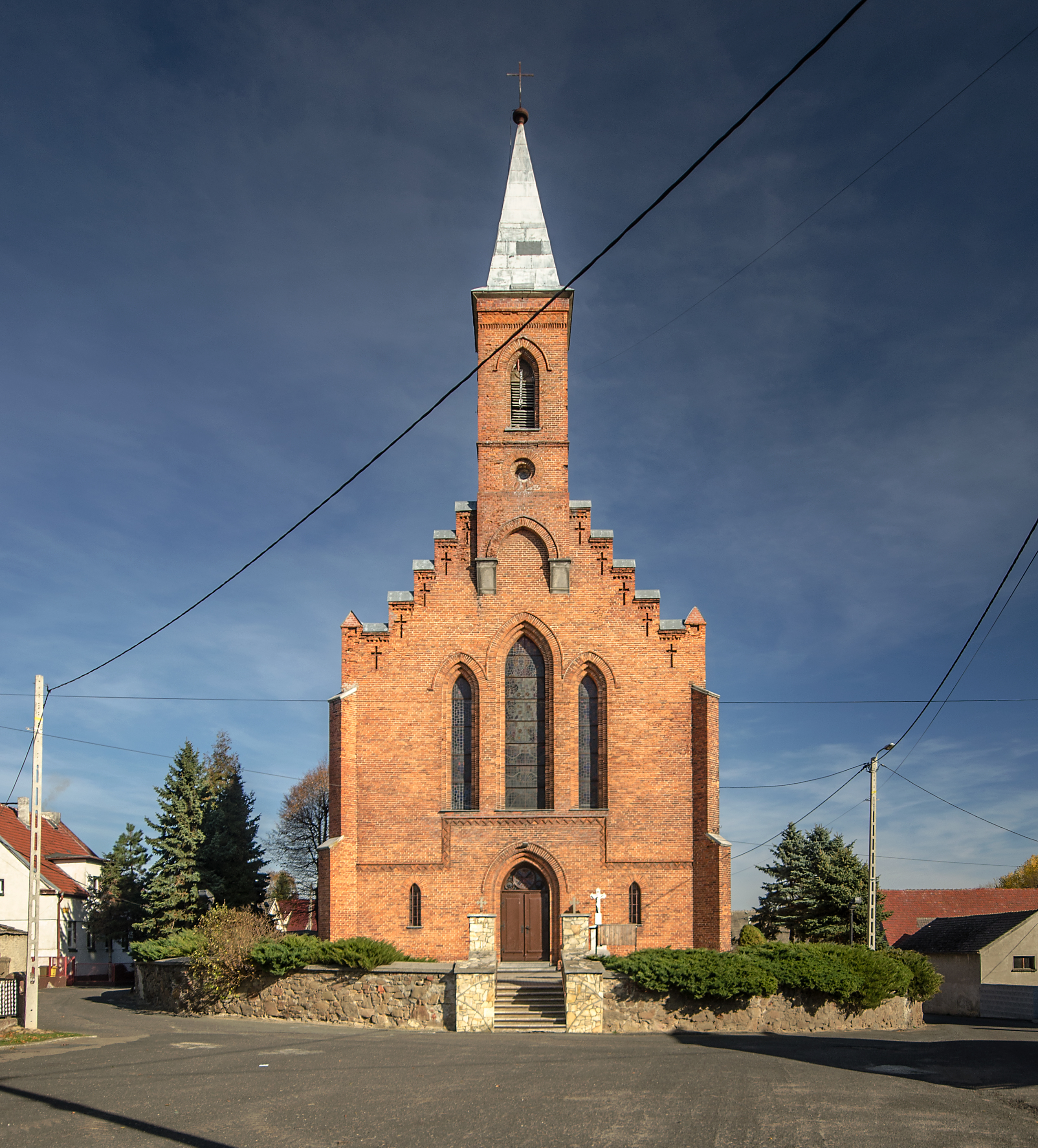
Michaeliskirche

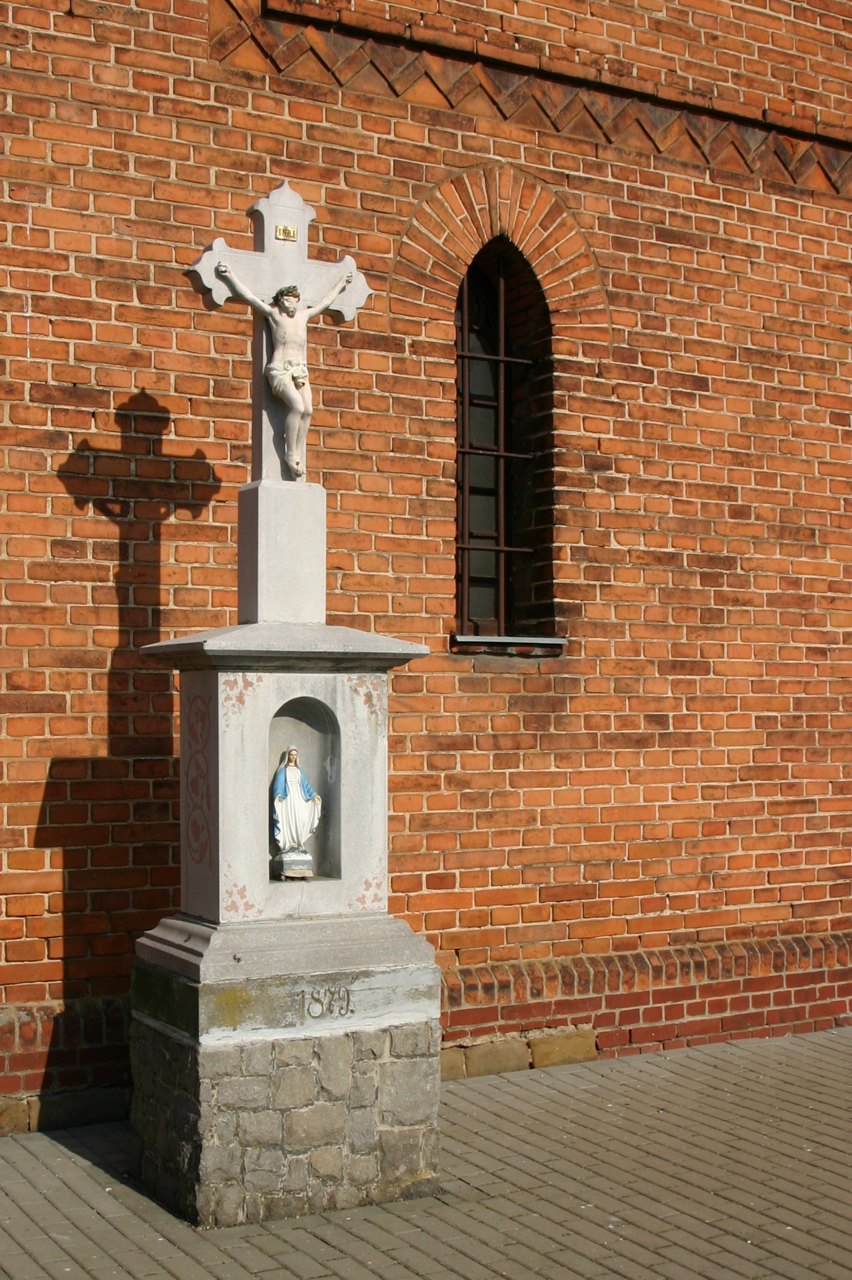
Wegkreuz von 1879

Der Ort wurde 1175 erstmals urkundlich als „Villa Martini“ erwähnt. In den Urkunden des Klosters Czarnowanz wird der Ort mehrmals erwähnt: U.a. 1223 und 1228 als Wroblino, 1234 als Vroblino, 1283 als Wroblino, 1419 in deutscher Sprache als Frobelin. Der Ort wurde 1295 im Liber fundationis episcopatus Vratislaviensis urkundlich als „Wroblin“ erwähnt. 1534 erfolgte eine Erwähnung als Frabeln. Der Ortsname bedeutet übersetzt Sperlingsdorf.
1611 kaufte Graf von Oppersdorff den Ort. 1664 wird erstmals urkundlich eine Kirche am Ort erwähnt. Nach dem Ersten Schlesischen Krieg fiel Fröbel 1742 mit dem größten Teil Schlesiens an Preußen.
Nach der Neuorganisation der Provinz Schlesien gehörte die Landgemeinde Fröbel ab 1816 zum Landkreis Neustadt O.S. im Regierungsbezirk Oppeln. 1845 bestanden in Ort das Vorwerk Karolinenhof, ein weiteres Vorwerk, eine katholische Kirche, eine katholische Schule, eine Getreidehandlung, ein Wirtshaus und 63 Häuser. Im gleichen Jahr zählte Fröbel 431 Einwohner, davon 13 evangelisch. Von 1853 bis 1855 wurde die neue katholische Kirche erbaut, die eine Filialkirche zu Friedersdorf war. 1865 bestand der Ort aus einem Kirchdorf und einem Pertinenzgut und hatte zehn Bauern-, 14 Gärtner- und 23 Häuslerstellen. Zu diesem Zeitpunkt hatte der Ort eine katholische Schule mit 75 Schülern. Probstberg zählte sieben Gärtner und einen Häusler. Probstberg bestand aus einem Dorf und einem Pertinenzgut. 1874 wurde der Amtsbezirk Schloß Ober Glogau I gegründet, welcher die Landgemeinden Alt Kuttendorf, Fröbel, Göglichen, Hinterdorf, Neu Kuttendorf, Ober Glogau, Schloß und Weingasse und die Gutsbezirke Alt Kuttendorf, Fröbel, Göglichen, Neu Kuttendorf, Ober Glogau, Majoratsgut umfasste.
Bei der Volksabstimmung in Oberschlesien am 20. März 1921 stimmten 354 Wahlberechtigte für einen Verbleib bei Deutschland und 106 für Polen. Fröbel verblieb beim Deutschen Reich. 1933 lebten im Ort 826 Einwohner. 1939 hatte der Ort 841 Einwohner. Bis 1945 befand sich der Ort im Landkreis Neustadt O.S.
1945 kam der bisher deutsche Ort unter polnische Verwaltung und wurde in Wróblin umbenannt und der Woiwodschaft Schlesien angeschlossen. 1950 kam der Ort zur Woiwodschaft Oppeln. In den 1970er Jahren wurde ein Blasorchester im Ort gegründet, welcher bis heute besteht. Seit 1999 gehört der Ort zum wiedergegründeten Powiat Prudnicki. Am 22. April 2009 wurde in der Gemeinde Oberglogau, der Fröbel angehört, Deutsch als zweite Amtssprache eingeführt. Am 1. Dezember 2009 erhielt der Ort zusätzlich den amtlichen deutschen Ortsnamen Fröbel.

## Sehenswürdigkeiten
- Die römisch-katholische Michaeliskirche (poln. Kościół św. Michała Archanioła) wurde in den Jahren 1853 bis 1855 im neogotischen Stil und mit einer Ziegelsteinfassade errichtet. Zuvor bestand im Ort eine Kirche, welche 1664 erstmals erwähnt wurde.[9] Der Kirchenbau steht seit 2015 unter Denkmalschutz.[10]
- Denkmal für die Gefallenen beider Weltkriege
- Wegkreuze, u. a. aus dem Jahr 1879

## Vereine
- Deutscher Freundschaftskreis
- Freiwillige Feuerwehr OSP Wróblin
- Pfarrorchester

## Söhne und Töchter des Ortes
- Jan Cybis (1897–1972), polnischer Maler und Hochschullehrer